# Маасер
Маасер (ивр. מַעֲשֵׂר‎ — «десяти́на») в иудаизме — десятина, отделяемая согласно Торе от плодов и съедобных растений, выросших на территории Эрец-Исраэль (без этого они были запрещены к употреблению в пищу).
Другой смысл слова маасер — это цдака («оказание справедливости»), 10% от заработка, который еврейский закон предписывает жертвовать на нужды бедняков.
Маасерот — часть урожая, передаваемая Храму, священникам, левитам, беднякам и подразделяется на:
- Маасер шени («вторая десятина») отделялась в первый, второй, четвёртый и пятый годы, считая от последней шмиты и которую необходимо было съесть в Иерусалиме во время праздников.
- Маасер они («десятина бедняка») — в третий и шестой годы, которую необходимо было передать бедным.
- Трума («возношение») — часть урожая, передаваемая священникам.
- Маасер ришон («первая десятина»), передаваемая левитам.

Следует отличать маасер бгема — десятина, которая передавалась Храму, для этих целей отделялось каждое десятое из родившихся с 1-го Элула (начало года в том, что касается возраста домашних животных) кашерных для еды домашних животных.